# Nicotiana paniculata
Nicotiana paniculata ist eine Pflanzenart aus der Gattung Tabak (Nicotiana) aus der Familie der Nachtschattengewächse (Solanaceae). 

## Beschreibung
Nicotiana paniculata ist eine vielblättrige, buschige, einjährige Pflanze, die gelegentlich Wuchshöhen von bis zu 3 m erreicht und viele kräftige, aufrechte oder abspreizende Zweige besitzt, die nahezu genauso hoch werden wie der Hauptspross. Die Sprossachse ist an der Basis pulverig fein behaart, nach oben, besonders in den Blütenständen klebrig behaart. Die Laubblätter sind auf der Unterseite pulverig fein behaart, sind eiförmig bis herzförmig und werden einschließlich des Blütenstiels 10 bis 15 (selten bis 30) cm lang. 
Die Blütenstiele sind 2 bis 5 mm lang und verlängern sich an den Früchten auf 5 bis 10 mm. Der Kelch ist schmal zylindrisch und 6 bis 10 mm lang. Die keilförmigen Kelchzähne sind kürzer als die Kelchröhre. Die Krone ist gelblich-grün gefärbt, unbehaart oder nahezu unbehaart und 2 bis 3 cm lang. Die Kronröhre selbst ist 3 bis 5 mm lang und 2 bis 3 mm lang, der keulenförmige Kronschlund ist drei- bis fünfmal so lang und 1,5- bis dreimal so breit. Der Kronsaum ist 2 bis 3 mm breit, die Kronlappen sind häufig spitzig. Die Staubblätter stehen leicht über die Krone hinaus. Alle fünf oder nur vier der Staubfäden sind leicht umgebogen. Sie setzen an der Basis des Kronschlunds an und sind dort behaart.
Die Frucht ist eine elliptisch-eiförmige Kapsel, die 8 bis 12 mm lang wird und für gewöhnlich vom Kelch umschlossen ist. Die Samen sind langgestreckt, eckig-eiförmig oder elliptisch, gelegentlich auch eingedrückt. Sie werden 0,5 bis 0,6 mm lang und sind schwärzlich-braun. Die Oberfläche ist gerieft netzartig. Das Embryo ist gerade.
Die Chromosomenzahl beträgt 2n = 24.

## Vorkommen
Die Art ist in Peru verbreitet und kommt dort in Höhenlagen zwischen 300 und 3100 m vor.